# Kloppenheimer Streifling
Der Kloppenheimer Streifling ist eine alte Sorte des Kulturapfels. Er ist eine Lokalsorte aus dem Raum Mainz/Wiesbaden – benannt nach dem Ort Kloppenheim – heute ein Stadtteil von Wiesbaden. Folgende Synonyme sind bekannt: Kloppenheimer Matapfel, Benders Süßapfel und Französischer Süßapfel.

## Geschichte
Die Sorte wurde von Johann Joseph Trapp von Ehrenschild (1860 in Berlin Gründer des Deutschen Pomologen-Vereins) 1854 unter dem Namen „Kloppenheimer Matapfel“ kategorisiert.
Obwohl die Sorte zwischen 1870 und 1930 als Winterapfel auf den Märkten von Mainz und Wiesbaden regelmäßig anzutreffen war, ist bis vor kurzem nur noch ein einziger, 1936 in Igstadt gepflanzter Baum bekannt gewesen. Mittlerweile wird der Kloppenheimer Streifling jedoch wieder vermehrt und ist in ausgewählten hessischen Baumschulen erhältlich. Der Kloppenheimer Streifling ist die „Hessische Streuobstsorte des Jahres 2007“.

## Beschreibung
Form und Größe der Frucht ähneln dem Rheinischen Bohnapfel. Das Fruchtfleisch ist weißlich und fest. Bis Ende Dezember ist der Geschmack saftig mit angenehmer Säure, später verändert er sich in süßlich mit einem leicht herbem Beigeschmack.

## Verwendung
Durch die späte Blüte ist diese Sorte unempfindlich gegen Frost. Geerntet wird die Wintersorte Mitte Oktober, eine Lagerung ist bis März (April) möglich. Die Verwendung als Mostapfel und Dörrobst ist vorherrschend, jedoch ist sie nach kurzer Lagerung auch zum Frischverzehr geeignet. Die Sorte ist starkwachsend und bildet große kugelförmige Kronen, auf regelmäßige Auslichtung ist zu achten.